# Dixie Fire

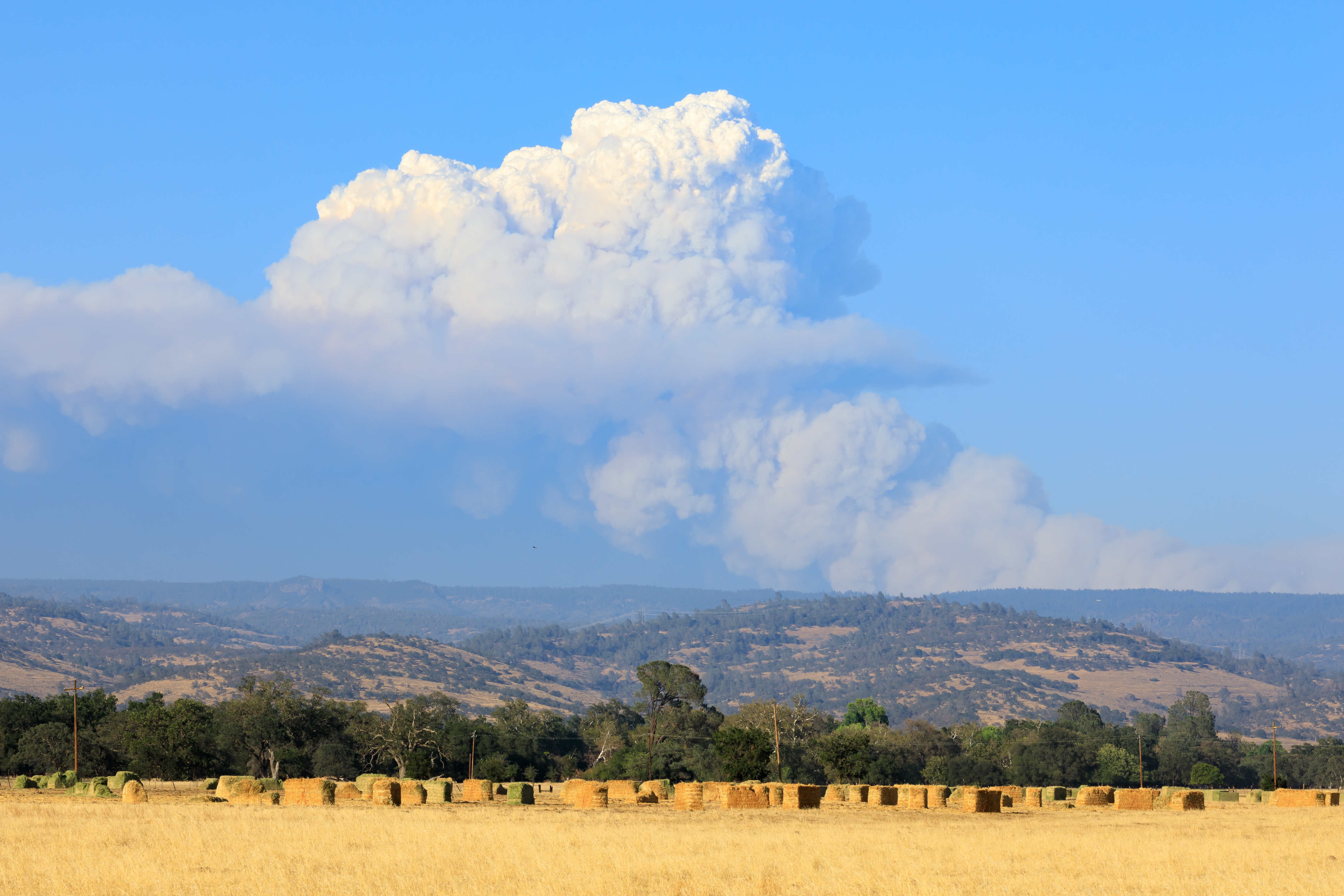
Pyrocumulus (Feuerwolke), verursacht durch das Dixie Fire in Nordkalifornien im Juli 2021.

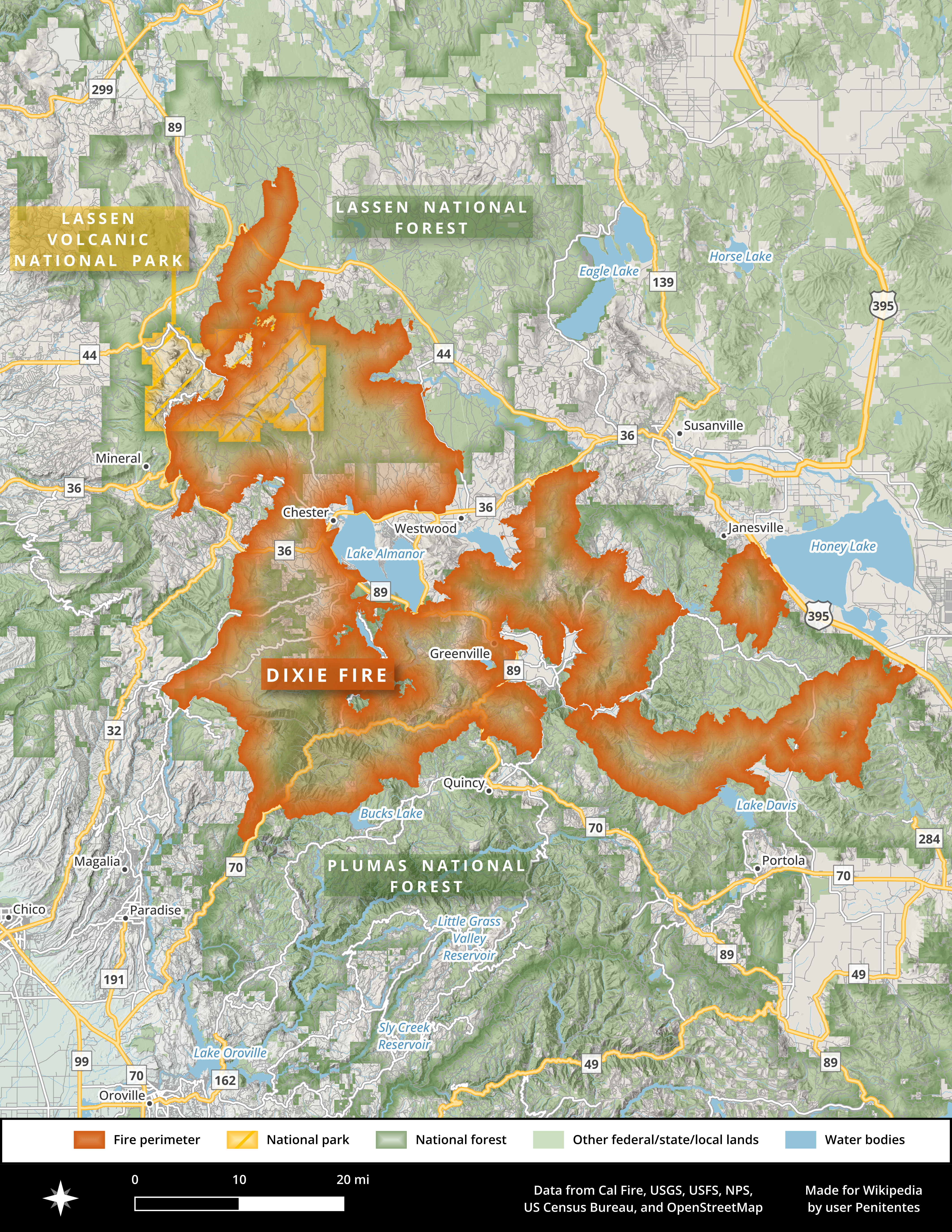
Ausbreitung des Dixie Fire

Das Dixie Fire war ein Waldbrand während der kalifornischen Waldbrandsaison 2021, der in Butte County, Plumas County, Lassen County und Tehama County weite Flächen verwüstete. Das Feuer brach am 13. Juli 2021, wenige Tage nach der extremen Hitzewelle in Nordamerika 2021, infolge eines auf eine Stromleitung gestürzten Baumes aus und dehnte sich im weiteren Verlauf stark aus. Bis zum 9. Oktober war es auf eine Größe von mehr als 3898 km² (963.309 Acre) angewachsen und war damit etwa anderthalbmal so groß wie Luxemburg (ca. 2586 km²). Der Brand endete während eines Extremwetterereignisses am 24. Oktober, in dessen Verlauf ein Atmosphärischer Fluss starke Niederschläge nach Kalifornien brachte.
Das Dixie Fire ist nach dem August Complex aus der Waldbrandsaison 2020 der zweitgrößte Waldbrand seit Beginn der Aufzeichnungen in Kalifornien, das größte Einzelfeuer (ohne Brandkomplexe) in diesem Staat und mit mehr als 1300 vernichteten Gebäuden einer der zerstörerischsten Brände in der kalifornischen Geschichte. Mindestens ein Mensch starb durch das Feuer. Es ist vor dem Bootleg Fire in Oregon das größte Feuer, das Anfang August 2021 in den Vereinigten Staaten wütete, und zudem das erste Feuer, dem es gelang, von der Westseite der Sierra Nevada auf die Talsohle auf der Ostseite überzuspringen. Phasenweise waren mehr als 6500 Feuerwehrleute im Einsatz, um es einzudämmen.
Mit dem Wachstum des Dixie Fire zum zweitgrößten Feuer in Kalifornien sind sechs der sieben größten Waldbrände in der dortigen Geschichte seit dem Sommer 2020 entstanden.

## Lage

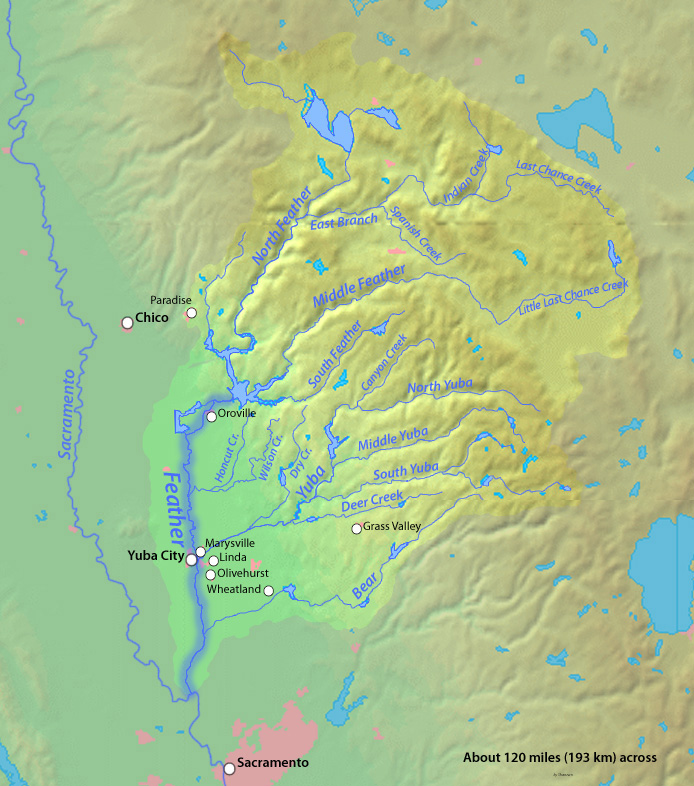
Das Dixie Fire brach in der nördlichen Gabel des Feather River Canyons aus. Der durch den Fluss tief eingeschnittene Canyon ist von hoch aufragenden Steilhängen geprägt, was die nach Ausbruch des Brandes eingeleiteten Löscharbeiten erschwerte.

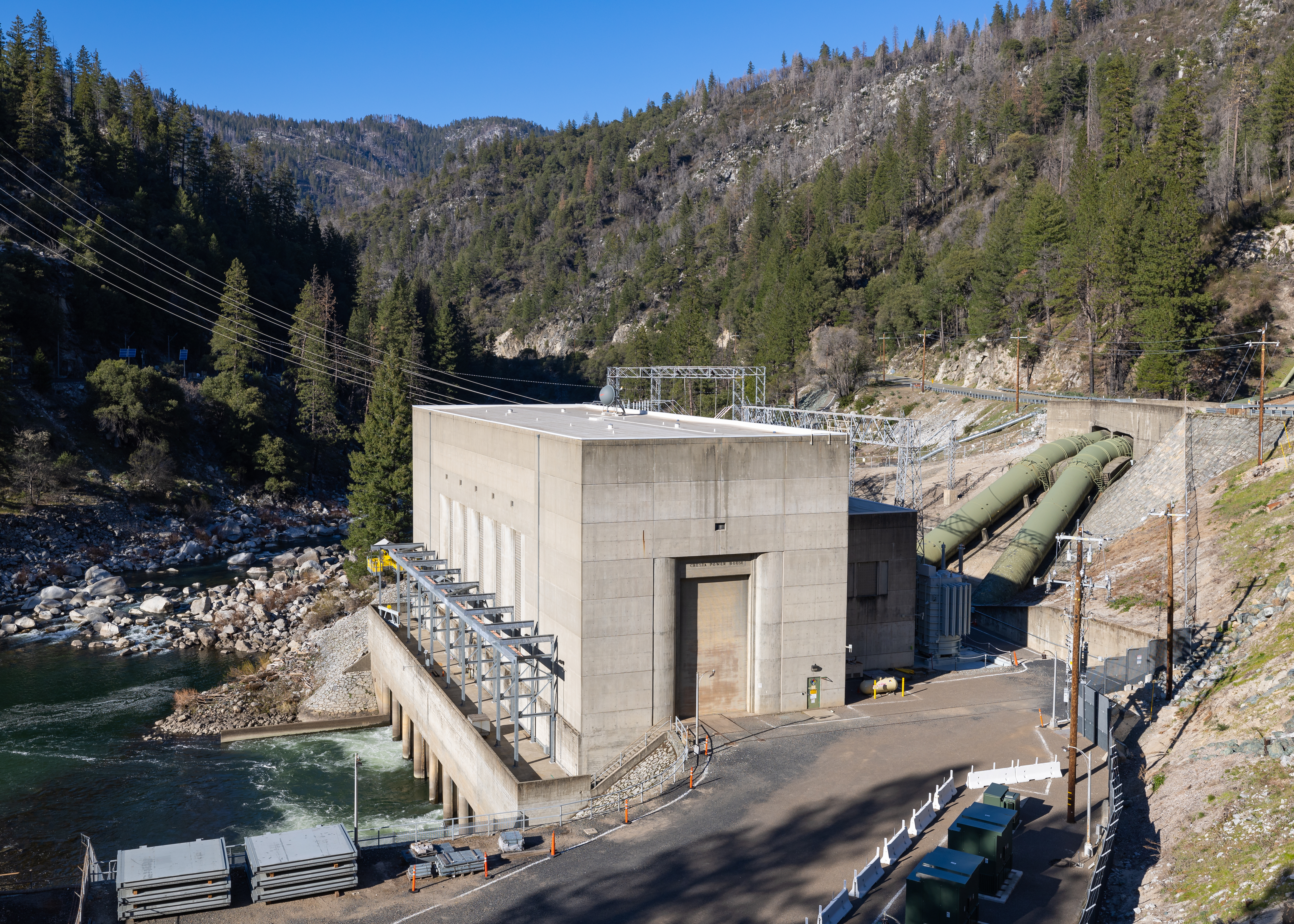
Das Cresta Powerhouse, in dessen Nähe das Feuer ausbrach, im Februar 2022

Das Feuer lag in einer Region, die in den letzten Jahren bereits von zwei weiteren schweren Feuern verwüstet worden war. Im Süden grenzte es an das Gebiet des North-Complex-Feuers, das in der bisherigen Rekord-Saison 2020 brannte und bis zum Dixie Fire das sechstgrößte in der Geschichte Kaliforniens gewesen war. Im Südwesten grenzte es an die Fläche des Camp Fire aus der Waldbrandsaison 2018, das tödlichste Feuer in der Geschichte Kaliforniens, das unter anderem die Stadt Paradise großteils vernichtet hatte. Benannt wurde das „Dixie Fire“ nach einer in der Nähe seines Entstehungsortes vorbeiführenden Straße.

## Ursache
Ausgelöst wurde das Feuer durch einen auf eine Stromleitung gestürzten Baum. Gemäß einem Bericht des Energieversorgers Pacific Gas and Electric (zumeist kurz „PG&E“) fiel am 13. Juli 2021 gegen 7 Uhr morgens in der Nähe des Cresta-Dammes nordöstlich der Kleinstadt Oroville eine Stromleitung aus. Ein aus Chico herbeigerufener Mitarbeiter des Stromversorgers kam erst zwischen 10 und 11:30 Uhr am Damm an, weil der Vorfall von PG&E als „niedrige Priorität“ eingestuft worden war. Da die beschädigte Stromleitung in unzugänglichem Gelände lag und die Anfahrt durch Brückenbauarbeiten zusätzlich erschwert wurde, brauchte der Servicemitarbeiter von PG&E bis 16:30 Uhr, um die beschädigte Stromleitung zu erreichen. Zu diesem Zeitpunkt war bereits ein Brand ausgebrochen, den der Mitarbeiter von PG&E erfolglos zu bekämpfen versuchte. Zwei herbeigerufene Löschflugzeuge und ein Löschhubschrauber wurden bei ihren Löscharbeiten durch eine Drohne behindert und verloren 45 Minuten, bis die Drohne aus dem Einsatzgebiet verschwunden war und sie aufgrund einsetzender Dunkelheit ihren Einsatz abbrechen mussten. Angesichts der in Kalifornien herrschenden Trockenheit sowie angetrieben vom Wind breitete sich das Feuer während der Nacht auf den 14. Juli schnell auf rund 500 Acres (rund 2 km2) aus. Nach weiteren zehn Tagen und Feuerlöschversuchen in schwierigem Gelände hatte sich das Feuer bereits auf rund 104.000 Acres ausgedehnt.
Zurzeit (Stand: September 2021) dauern die Untersuchungen zur genauen Unglücksursache noch an. Nachdem es Vermutungen gab, ein Mitarbeiter von PG&E könnte die Drohne am 13. Juli bedient haben, ordnete der mit dem Fall befasste U.S. District Judge William Alsup den Stromversorger an, zu den Vorwürfen Stellung zu nehmen. PG&E gab daraufhin an, das Unternehmen habe keine Kenntnis darüber, wer die Drohne geflogen habe und zu welchem Zweck.

## Verlauf

### Juli

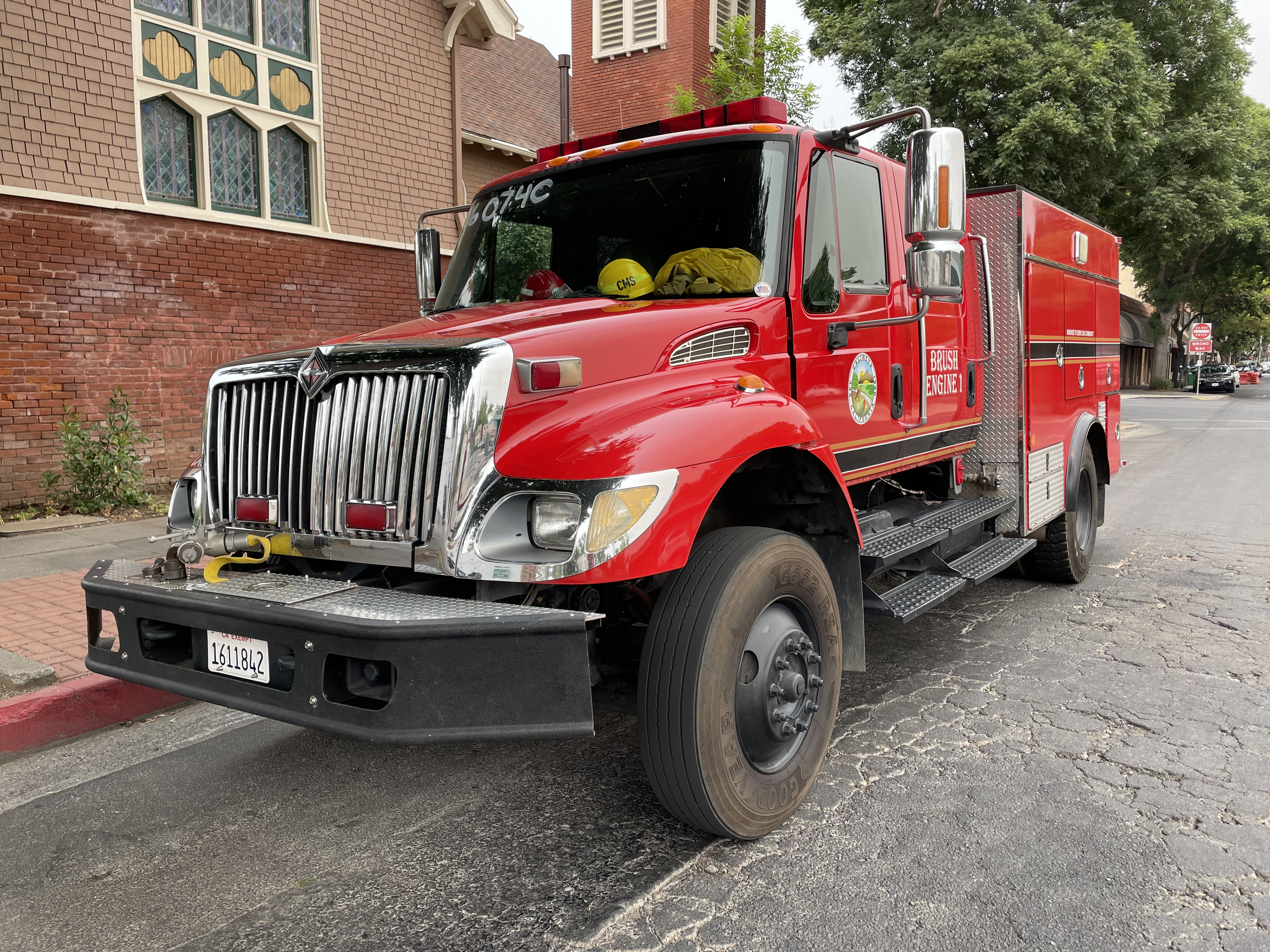
Löschfahrzeug aus dem südkalifornischen Calimesa in der Innenstadt Chicos. Zum Zeitpunkt der Aufnahme am 24. Juli waren 4.266 Einsatzkräfte mit 365 Löschfahrzeugen im Einsatz.

Ende Juli verdoppelte das Dixie Fire seine Ausdehnung binnen vier Tagen auf fast 200.000 Acres. Begünstigt wurde die rasche Ausbreitung durch eine Kombination widriger Umstände, die vom Klimawandel begünstigt werden: Infolge der vorangegangenen Hitzewelle sowie der im Westen der USA herrschenden Dürre war die Vegetation ausgedörrt und damit leicht entzündlich, zudem traten u. a. starke Winde auf. Ein Feueranalyst verwies auf die seiner Ansicht nach „historische oder bisher nicht dagewesene Dürreperiode“ und erklärte, bereits Mitte Juli 2021 seien Bedingungen vorhanden gewesen, wie sie sonst erst Ende September oder Anfang Oktober aufträten. Zudem gab er die Entzündlichkeit der Vegetation auf einer Skala, die von 1 bis 100 reicht, mit 99 bis 100 an. Auch das California Department of Forestry and Fire Protection sprach von „Brennstoffen mit historisch niedrigem Feuchtigkeitsgehalt“.
Erschwert wurde die Feuerbekämpfung darüber hinaus durch das steile, schwer zugängliche Gelände.

### August

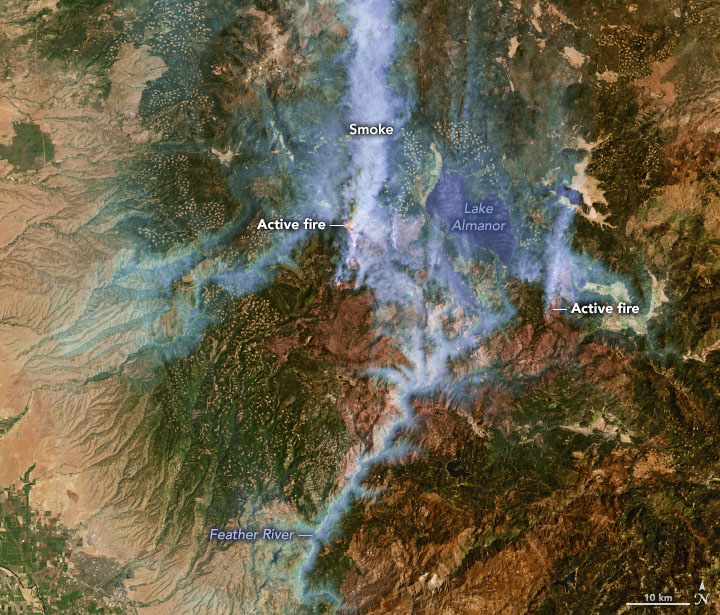
Dixie Fire, 4. August 2021

Anfang August 2021 kam es nach einer zwischenzeitlichen Beruhigung der Lage zu einer starken Ausbreitung des Feuers. Ursache hierfür waren starke Winde in Kombination mit hohen Temperaturen und der sehr großen Trockenheit. Die Behörden forderten die Menschen in Greenville (ca. 1000 Einwohner) und Chester zur sofortigen Evakuierung auf. Vom 4. auf den 5. August wuchs das Feuer um mehr als 200 km² (50.000 Acres) an und legte bei seinem Zug nach Norden binnen 24 Stunden mehr als 22 km zurück. Einen Tag später wuchs es sogar um ca. 110.000 acre bzw. rund 450 km².
Mit Stand 14. August 2021 bedrohte das Feuer fast 15.000 Gebäude. Am 17. August bewegte es sich infolge von Wind auf die Stadt Susanville mit ca. 15.000 Einwohnern zu. Zudem wurde die südöstlich von Susanville liegende Ortschaft Janesville evakuiert.

## Folgen

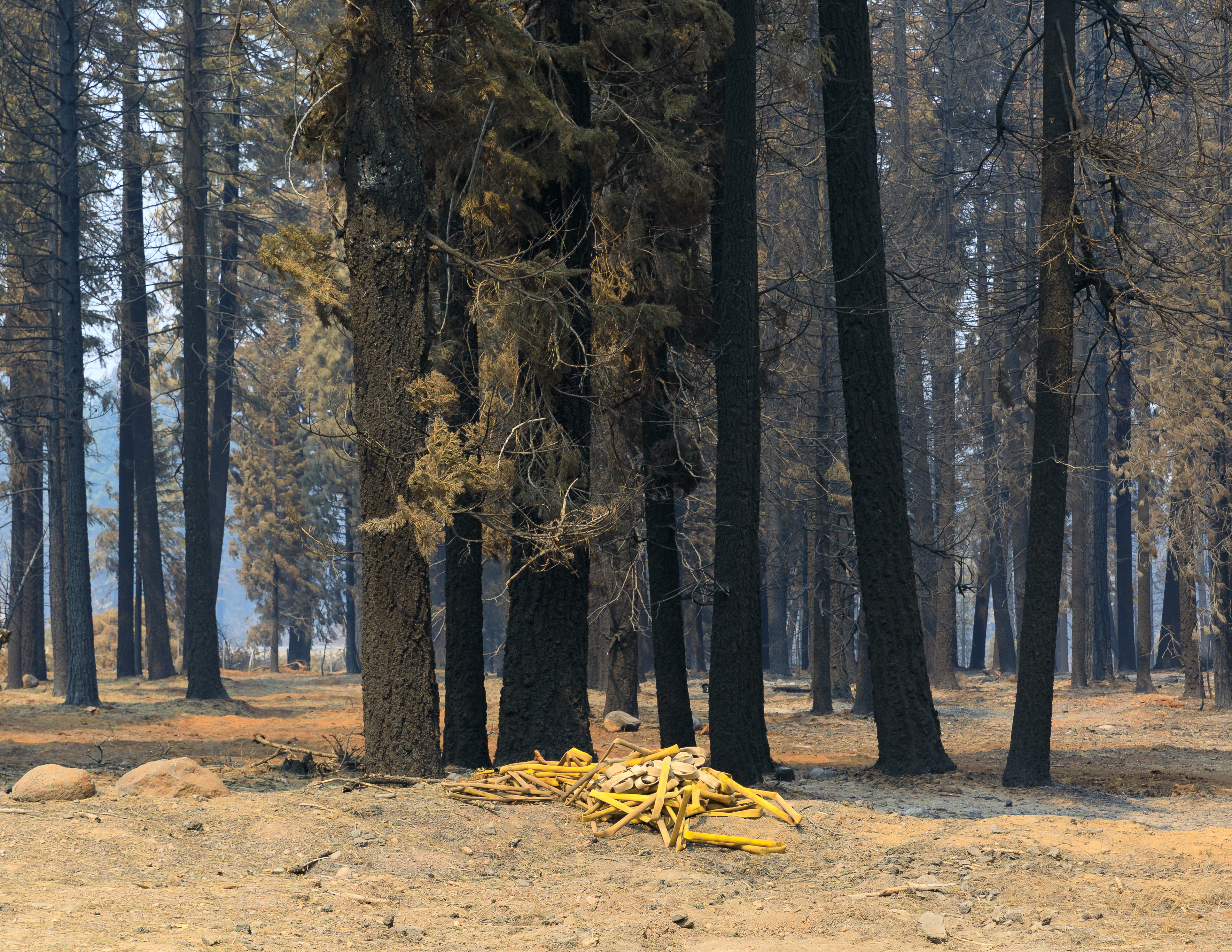
Vom Brand geschädigte Bäume in Lake Almanor West. Hier hatten die Einsatzkräfte der Feuerwehr ein Gegenfeuer gelegt, um die Ferienhäuser am Ufer des Lake Almanor zu retten.

Infolge des Feuers standen rund 26.500 Menschen in mehreren Counties unter Evakuierungs-Aufforderungen. Manche davon weigerten sich mit gezogener Waffe, der Aufforderung nachzukommen.
Mit Stand 11. September 2021 hatte das Feuer mindestens 1329 Gebäude zerstört, womit es das vierzehnt–zerstörerischste Feuer in der Geschichte Kaliforniens war. 95 weitere Gebäude wurden beschädigt. Schwer betroffen war insbesondere Greenville. Ersten Einschätzungen zufolge wurden ca. 75 % der Gebäude des Ortes zerstört. Auch der kleine Ort Canyondam verbrannte in dem Feuer.

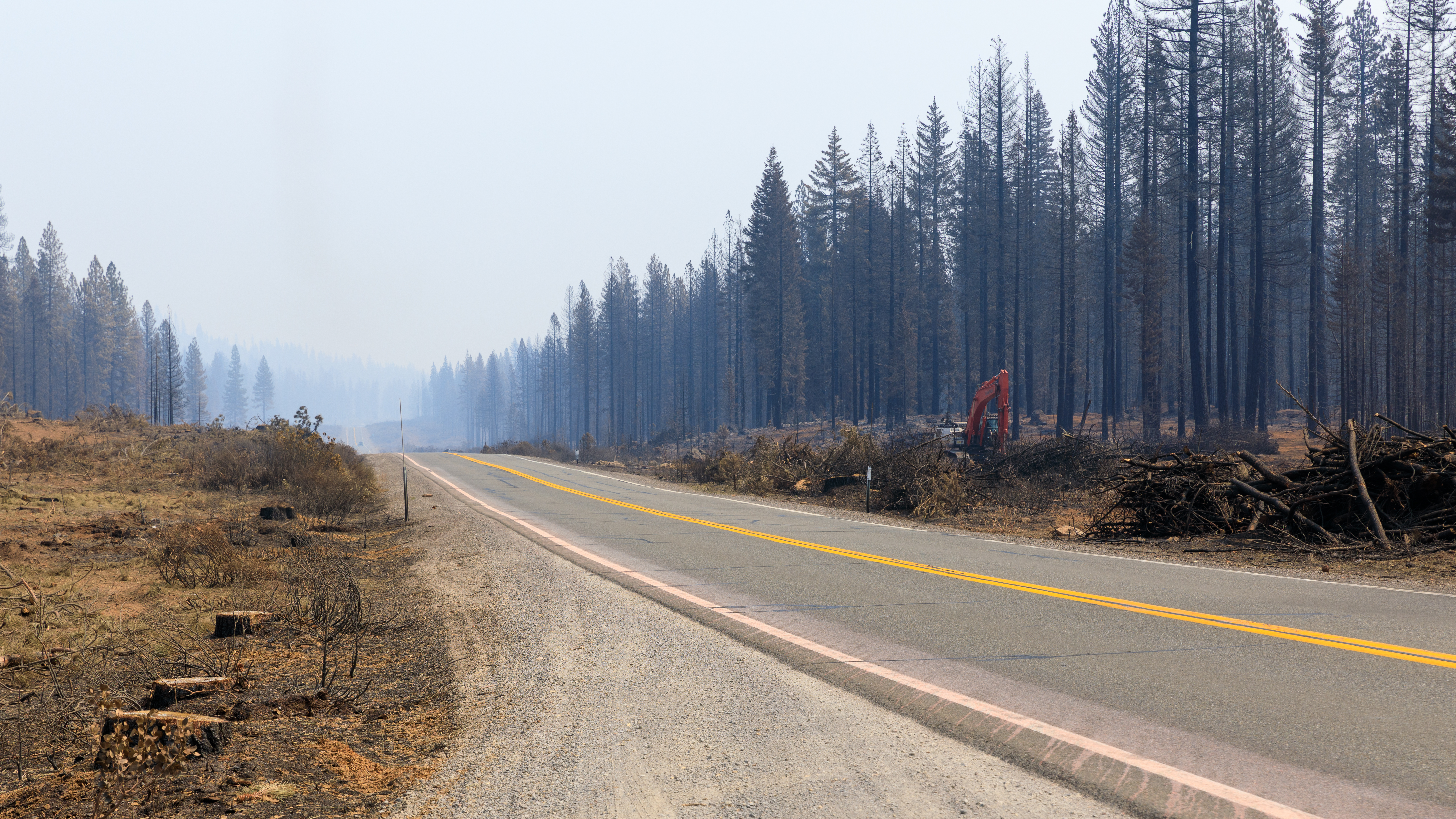
Feuerschäden entlang Highway 36 südwestlich von Chester

In Chester, das von dem Feuer von zwei Seiten eingekreist wurde, wurde der Flughafen erfasst, zudem traten verschiedene Feuer innerhalb der Stadt auf. Mehrere Einwohner, die der Evakuierungsaufforderung nicht nachgekommen waren, mussten von Rettungskräften in eine provisorische Schutzzone in einem Baseball-Stadion gebracht werden. Zudem zog das Feuer auch in den Lassen-Volcanic-Nationalpark hinein. Der Park wurde daraufhin geschlossen. Bis zum 10. September wurden 71.757 Acre (290 km²) des Nationalparks mindestens teilweise durch das Feuer betroffen, und damit mehr als zwei Drittel der Gesamtfläche von 106.452 Acre (430,8 km²).
Mindestens ein Mensch starb durch das Feuer. Vier Feuerwehrleute wurden von einem herabstürzenden Ast verletzt und mussten in ein Krankenhaus eingeliefert werden.
Auch kam es aufgrund der großen Rauchbelastung zu starker Luftverschmutzung. Insbesondere in Teilen von Plumas County wurden die schlechtesten Luftqualitätswerte weltweit gemessen. In verschiedenen Regionen bis hin nach San Francisco wurden die Menschen aufgefordert, aufgrund des gesundheitsschädlichen Waldbrandrauchs die Fenster geschlossen zu halten.
Das Feuer führte auch wiederholt zur Bildung von Pyrocumulonimbus-Wolken, die leichte Regenfälle, aber auch gefährliche Winde und Blitzeinschläge im Umkreis des Feuers verursachten, die das Feuer weiter anheizen oder neue Brandherde entfachen können. Eine dieser Wolken reichte mehr als 12 km in die Höhe. Auf diese Weise produzierte das Feuer phasenweise sein eigenes Wetter.
Ein Feuerwehrsprecher äußerte, dass es besonders besorgniserregend sei, wie früh in der Saison das Dixie Fire aufgetreten sei. In der Vergangenheit hätte er einen mit dem Dixie Fire vergleichbaren Waldbrand möglicherweise irgendwann im September erwartet, aber nicht im Juli.